# Hauptstraße 99 (Poppenlauer)

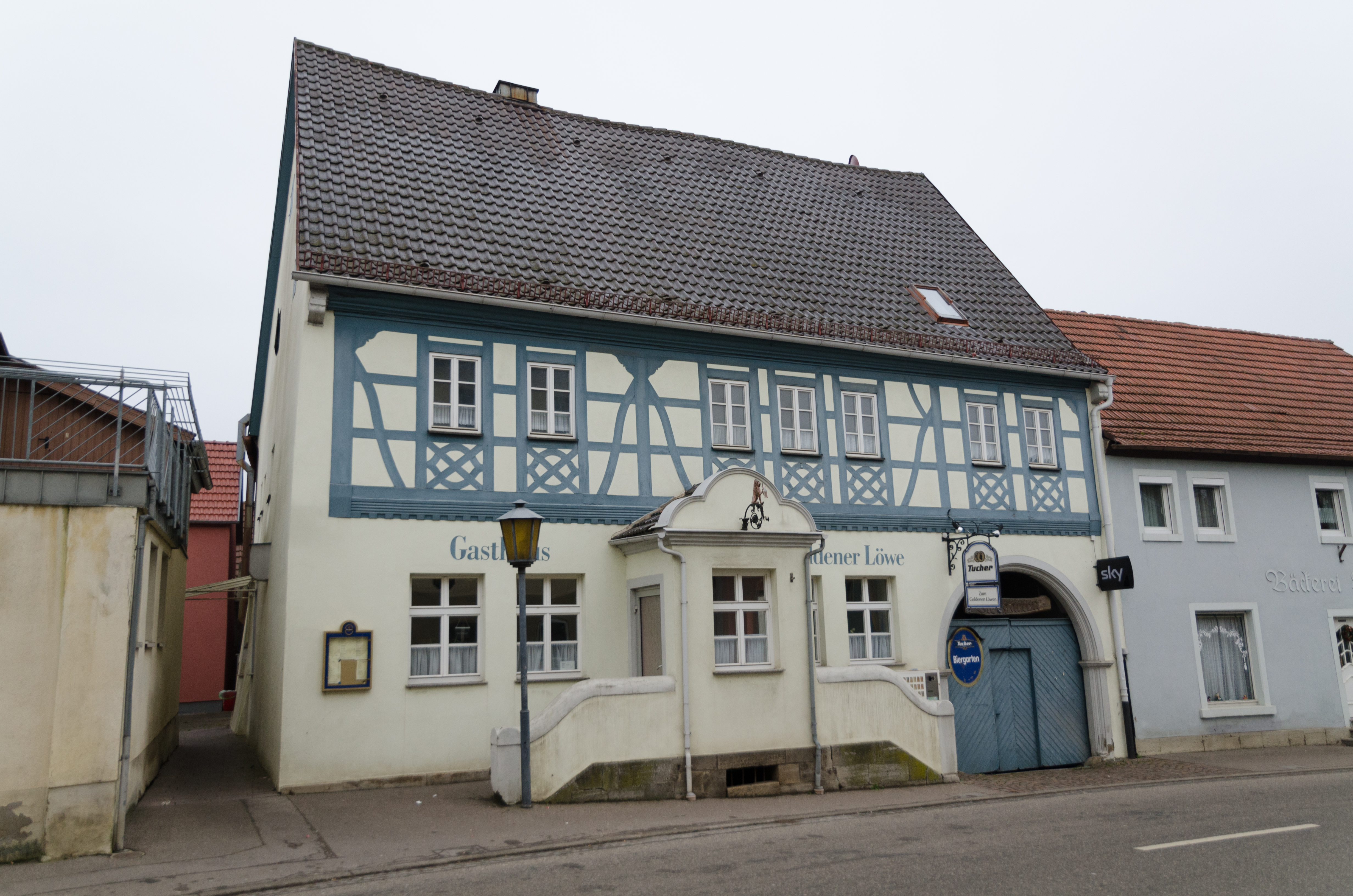
Hauptstraße 99 in Poppenlauer

Das Gebäude Hauptstraße 99 in Poppenlauer, einem Ortsteil des Marktes Maßbach im unterfränkischen Landkreis Bad Kissingen gehört zu den Maßbacher Baudenkmälern und ist unter der Nummer D-6-72-131-15 in der Bayerischen Denkmalliste registriert.

## Geschichte
Das Anwesen entstand im 17. oder 18. Jahrhundert als „Löwengasthaus“ in Form eines traufständigen, zweigeschossigen Fachwerkbaus mit massivem Erdgeschoss, Satteldach und Hofdurchfahrt. Im Jahr 1926 entstand ein Nebengebäude mit Tanzsaal.
Im Jahr 1931 wurde das Anwesen vom Bad Kissinger Architekten Leonhard Ritter umgebaut und ist seitdem unverändert erhalten. Die in diesem Anwesen befindliche Brauerei ist seit langem im Besitz einer Nürnberger Brauerei und wurde von dieser stillgelegt.